# Francesco Marmaggi
Francesco Marmaggi (31. srpna 1870 Řím – 3. listopadu 1949 Řím) byl italský římskokatolický duchovní, apoštolský nuncius, mj. v Československu v letech 1923–1925, od roku 1935 kardinál.

## Církevní dráha
Po studiu na papežském semináři, kde získal doktorát filosofie a teologie, byl 14. dubna 1900 vysvěcen na kněze. 1. září 1920 se stal prvním papežským nunciem v Rumunsku. V roce 1923 byl přeložen do Československa, kde setrval do 6. července 1925. Již nikdy se do Prahy nevrátil, přestože si to přál. Od prezidenta Masaryka obdržel 29. února 1928 řád Bílého lva I. třídy. Poté byl jmenován papežským nunciem v Polsku. V prosinci 1935 papež Pius XI. jmenoval Marmaggiho kardinálem. Marmaggi zemřel na infarkt v Římě 3. listopadu 1949.

## Marmaggiho aféra
Konflikt mezi katolickou církví a československou vládou vypukl po přijetí zákona o svátcích a památných dnech č. 65/1925 Sb., který byl parlamentem přijat 3. března 1925. Socialistům se podařilo prosadit datum 6. července, výročí upálení mistra Jana Husa, jako památný den. V odůvodnění k zákonu stálo vyzdvižení Husových zásluh o pražskou universitu, český národ, jazyk a literaturu. Tedy nic o jeho roli reformátora církve. Vatikán se přesto cítil dotčen, neboť rozsudek kostnického koncilu pokládal za neodvolatelný. Tím, že se stejný zákon týká Jana Husa, sv. Cyrila a Metoděje či sv. Václava, řadí mezi tyto osobnosti i Jana Husa. Vatikán to bral jako urážku církve a všech katolíků. Dále Vatikán trval na tom, že tuto záležitost měla československá vláda nejprve prodiskutovat se Svatým stolcem. Papežský nuncius Francesco Maramaggi byl povolán do Říma k podání vysvětlení. Následně byla Svatým stolcem vydána protestní nóta, kde se uvádělo, že Hus byl heretik, a představoval symbol odporu proti církvi. Československá vláda ovšem celou záležitost brala jako nepřípustné vměšování církve do vnitřních záležitostí republiky. Jako protest proti takovému zasahování se oslavy v roce 1925 staly mnohem mohutnější a byly provázeny mnoha emotivními projevy. Na Staroměstském náměstí se sešlo 25 000 lidí, včetně Masaryka a dalších ministrů. Podobná shromáždění probíhala i v menších obcích. Účast oficiálních vládních představitelů na oslavách bral Vatikán jako provokaci a k uklidnění situace nepřispělo ani to, že Masaryk nechal na Pražském hradě vyvěsit černý husitský prapor s rudým kalichem. Na protest proti oslavě Jana Husa nuncius Marmaggi odcestoval ještě téhož dne – 6. července 1925 – do Říma. Aféra nabírala na síle nejen v českých zemích, ale i na Slovensku.
K situaci se vyjadřovala i slovenská Hlinkova ľudová strana. V jejím deníku Slovák vyšel článek s tvrdou kritikou událostí kolem oslav:
| „ | V dějinách české evropské diplomacie stal se v pondělí neslýchaný případ. Drzost českých husitů dosáhla svého vrcholu a vítězství. Tolik štvali, nadávali a útočili na zástupce sv. Otce v Praze, že tento s bolavým srdcem v pondělí dne 6. července na rozkaz sv. Otce odcestoval z Prahy do Říma. | “ |

Takové vyhrocení celé záležitosti si Vatikán ani československá vláda nepřála. Došlo k dohodě, diplomatické vztahy mezi Vatikánem a Československem nebyly přerušeny. Vyslanec československé vlády Pallier byl sice odvolán z Říma do Prahy, ale obě zastupitelství nadále fungovala, řízena chargé d’affaires. Apoštolský nuncius Marmaggi se z Říma do Prahy už nevrátil, přesto že si to přál. Bylo nahlíženo, že by jeho návrat vyvolával zdání vítězství Vatikánu. Normalizace situace nebyla jednoduchá, ale už v roce 1927 probíhala jednání o úpravách problematických církevně-politických záležitostí v Československu, která vyústila v přijetí modu vivendi v lednu 1928. Na základě dosažených dohod 20. ledna 1928 přijel do Prahy nový papežský nuncius Pietro Ciriaci a do Vatikánu odjel československý vyslanec Vladimír Radimský. Do konce trvání první republiky byly pak vztahy mezi církví a státem korektní, k čemuž přispěly i vydařené svatováclavské oslavy v roce 1929.